# Goseong, Gyeongsang Nam
Goseong (Hán-Việt: Cố Thành) là một quận ở đạo (tỉnh) Gyeongsang Nam, Hàn Quốc. Quận này có diện tích 516,9 km², dân số năm 2002 là 60.374 người.

## Các đơn vị hành chính
Goseong-gun được chia thành 1 eup và 13 myeon.
- Goseong-eup
- Daega-myeon
- Donghae-myeon
- Gaecheon-myeon
- Georyu-myeon
- Guman-myeon
- Hai-myeon
- Hail-myeon
- Heohwa-myeon
- Maan-myeon
- Samsan-myeon
- Sangri-myeon
- Yeonghyeon-myeon
- Yeongo-myeon

## Đơn vị kết nghĩa
- Yeongdeungpo, Hàn Quốc
- Tự Cống, Trung Quốc